# 織田信長 (山岡荘八・横山光輝の漫画)
『織田信長』（おだ のぶなが）は、横山光輝による日本の漫画。原作は山岡荘八。単行本は全6巻、講談社漫画文庫から文庫版全4巻が発売されている。戦国時代から安土桃山時代にかけて活躍した織田信長の人生を描く。

## 概要
応仁の乱によって、日本は戦国時代に突入した。弱肉強食の世界が到来し、日本は荒れるに任せるままであった。だが、それから80年、尾張に1人の革命児が育っていた。
斉藤道三の武将の松村が、織田信長（元服前なので吉法師）と濃姫（斉藤道三の娘）との縁談の件で、織田家家老の平手政秀を訪ねるところから物語は始まる。

## 内容
- 第1巻 - 濃姫との縁組から、信長の父の信秀の死、そして平手政秀の自害まで。
- 第2巻 - 斉藤道三との会談から、道三の死、そして弟の信行を討つまで。
- 第3巻 - 桶狭間の戦いから、美濃攻め（中濃攻略戦・稲葉山城の戦い）、そして信長の上洛まで。
- 第4巻 - 越前攻め（金ヶ崎の戦い・一乗谷城の戦い）から、長篠の戦い、そして本能寺の変まで。

## 登場人物

### 織田信長
本作の主人公。幼名は吉法師。元服前に尾張と美濃の同盟のしるしとして、濃姫を正室として迎える。少年期は尾張のうつけ者と呼ばれていた。父の信秀の死、信長の行を見かねた平手政秀の諫死によって、跡継ぎは弟の信行にするべきと織田家家中の大半が傾く中、様々な謀略によって難局を打破し、信行を討ち、尾張を統一する。今川義元の上洛戦によって窮地に陥るも、桶狭間の戦いで義元を討ち、危機を脱する。その後、美濃を取り、これを岐阜と改める。足利義昭を担いで上洛し、これを将軍にすることに成功する。越前攻めの際、近江の浅井長政に裏切られ、その後は自身の包囲網と一進一退の攻防を繰り広げる。足利義昭を追放し、浅井朝倉を滅ぼし、長篠の戦いによって武田氏を破り、天下統一の基礎を固めた。その後、毛利攻めに向かっていた羽柴秀吉の救援に向かうため、本能寺に宿泊していたところを、家臣の明智光秀の軍勢に襲われ自害。49歳でその生涯を閉じた。

### 濃姫
斉藤道三の娘で信長の正室。うつけ者と呼ばれていた信長の能力をいち早く見抜き、以後信長のよき理解者であった。本能寺の変の際、武器を持って戦い、信長と運命を共にした。

### 徳川家康（竹千代、松平元康）
岡崎の松平家の嫡子。幼名は竹千代。今川義元へと人質として送り届けられる際、警護役が裏切って織田家に届けたため、それ以来信長に飼われていた。信長は竹千代を高く評価していた。その後人質交換で義元のもとへ送られた。桶狭間の戦いで義元が討たれた後は岡崎城に入り、信長と和睦、今川氏から独立した。家康は信長の同盟相手として、信長の勢力拡大に大きく貢献する。

## 特徴
- 史実では謎の多い濃姫だが、第1巻から第2巻までは何度も登場し信長の計略の意味を察するなど、切れ者として描かれてる。第3巻以後もしばしば登場し、物語の最後は濃姫の死という形で締めくくられている。
- 信長は勤皇精神が篤い人物として描かれている。例えば、明智光秀が徳川家康の接待役を（一時的に）解任された理由は、これ以上にないもてなしなので、天子や上皇をお迎えするときにはどのようにもてなすつもりか、というものだった。

## ゲーム
『織田信長〜覇王の軍団』はエンジェルが1993年2月26日に発売したスーパーファミコン用シミュレーションゲーム。ストーリーは信長の初陣から本能寺の変までの全26章。登場人物は2頭身で描かれている。
Theスーパーファミコンザ・テストプレイでは総合評価62点。レビュアーはルールが簡単で初心者でも覚えやすくとっつきやすく武将たちが2頭身のパペットで描かれ盛り上げているので武将に思入れがある人は楽しめる、今までのSLGではなかった駆け引きがRPGのイベントのようになっているのは戦の背景をストーリーとして楽しめ武将がレベルアップするのもRPG要素で楽しい、コマンド数が結構少なく戦略性はあまりなくコマンドも戦闘関係がほとんどで本格的SLGをやりたい人には物足りないがテンポはいい、戦闘はリアルタイムだが中途半端、追加コマンドは最初から使えないのは疑問、戦略よりストーリーを楽しみたい人向けだとした。